# Oh! Susanna (chanson)
Pour les articles homonymes, voir Oh! Susanna.
Oh! Susanna est un blackface minstrel song écrit par Stephen Foster (1826-1864) et publié en 1848.

## Histoire
En 1846, Stephen Foster s'installa à Cincinnati, Ohio où il devint comptable dans l'entreprise de steamships de son frère. C'est là qu'il écrivit Oh! Suzanna, probablement pour le social club (en) de ses employés,. La chanson fut créée par un quintette au Andrews' Eagle Ice Cream Saloon de Pittsburgh, Pennsylvanie le 11 septembre 1847. La chanson fut publiée le 25 février 1848 par W. C. Peters & Co. à Cincinnati. La chanson fut reprise par d'autres troupes de minstrel, et, comme c'était l'usage à l'époque, nombreux furent ceux qui s'attribuèrent la chanson pour jouir du copyright ; entre le 25 février 1848 et le 14 février 1851, Oh! Suzanna a été copyrightée au moins vingt-et-une fois. Foster ne gagna que 100 $ (soit 2 653 $ de 2012) pour la chanson, mais sa popularité amena l'éditeur Firth, Pond & Company (en) à lui offrir deux cents (0,02 $) par exemplaire vendu. Stephen Foster devint ainsi le premier auteur de chansons américain à vivre de ses chansons,.

## Chanson
Oh! Suzanna fait la synthèse de plusieurs traditions musicales. La première ligne évoque un banjo, instrument de musique d'origine africaine, mais le rythme est celui d'une polka, dont la mode venait juste d'arriver d'Europe,. Glenn Weiser estime que la chanson est influencée par une chanson plus ancienne, Rose of Alabama, signée Silas Steele et datée de 1846, avec qui elle a des points communs dans la mélodie et la structure musicale.
Les paroles relèvent en grande partie du non-sens (premier couplet : « It rain'd all night the day I left, The weather it was dry, The sun so hot I froze to death... », etc.)
C'est l'une des rares chansons de Foster à utiliser le mot « nigger » (avec Old Uncle Ned et Oh! Lemuel), dans le deuxième couplet.

### Musique
Les deux premières phrases sont basées sur la gamme pentatonique majeure (en). La structure générale de la chanson est une strophe à refrain (en).

Refrain

## Popularité et adaptations
Oh! Suzanna n'est pas seulement l'une des chansons les plus célèbres de Stephen Foster, c'est aussi une des chansons des États-Unis les plus connues. Aucune chanson n'avait dépassé les cinq mille ventes aux États-Unis, Oh! Suzanna a dépassé les cent mille.
Après sa publication, la chanson devint l'hymne officieux des forty-niners, avec de nouvelles paroles qui évoquaient le voyage en Californie avec un washpan sur les genoux.

## Enregistrements notables
En 1955, un novelty recording (en) interprété par The Singing Dogs (en) atteignit la 22e place du Billboard Pop Singles.
Une version humoristique de Oh! Suzanna figurait sur l'album Turn! Turn! Turn! de The Byrds en 1965.
En 2012 Neil Young interpréta une version rock avec son groupe favori Crazy Horse sur l'album Americana

## Dans la culture
Sauf indication contraire, les informations mentionnées dans cette section peuvent être confirmées par le générique de fin de l'œuvre audiovisuelle présentée ici, ainsi que par la base de données cinématographiques IMDb,  présente dans la section « Liens externes ».
- La Petite Maison dans la prairie (saison 4 épisode Les Loups) : chantée par Laura Ingalls, ses deux sœurs et Andy Garvey.
- 2013 : Médecin de campagne - dans la version de VOF de Kunst.
- 2016 : Florence Foster Jenkins - version originale (piano et voix)